# Oregoni cinege
Az oregoni cinege (Baeolophus inornatus) a verébalakúak (Passeriformes) rendjébe, ezen belül a cinegefélék (Paridae) családjába tartozó, 15-16 centiméter hosszú madárfaj.
Az Amerikai Egyesült Államok és Mexikó meleg, száraz erdőiben, leggyakrabban tölgyeseiben él. Ősztől tavaszig a hegyekből lentebbi vidékekre ereszkedik. Pókokkal, rovarokkal (melyeket akár röptükben is elkap), magokkal és gyümölcsökkel táplálkozik. Természetes úton keletkezett vagy harkályok által elhagyott faodúkban fészkel. Májustól júliusig költ évente egyszer, a nőstény egy fészekaljba 3-9 (leggyakrabban 6-8) tojást rak le, melyeket többnyire ő is költi ki, 14-16 nap alatt. A fiókák 16-21 múlva repülnek ki, de ezt követően még 3-4 héten keresztül a szülők segítik őket a táplálkozásban. A pár a költést követően is együtt marad.

## Alfajai
- B. i. inornatus (Gambel, 1845) – az Amerikai Egyesült Államok délnyugati részén (délnyugat-Oregontól délnyugat- és délközép-Kaliforniáig);
- B. i. affabilis (Grinnell & Swarth, 1926) – délnyugat-Kaliforniától Mexikó északnyugati részéig;
- B. i. mohavensis (A. H. Miller, 1946) – Kalifornia délkeleti részén;
- B. i. cineraceus (Ridgway, 1883) – Mexikó nyugati részén.

Egyes szerzők a B. i. inornatus alfajtól elkülönítik a B. i. sequestratus és a B. i. kernensis alfajokat, valamint a B. i. affabilis alfajtól a B. i. transpositus alfajt.

## Külső hivatkozások
- Baeolophus inornatus
- Baeolophus inornatus Archiválva 2016. február 6-i dátummal a Wayback Machine-ben
- Baeolophus inornatus